# Гвидион
В валлийской мифологии Гвидион (валл. Gwydion) — маг, появляющийся в Четвертой ветви Мабиноги и старинной поэме «Битва Деревьев». Является братом Гилфайтви и Арианрод, племянником Мата фаб Матонви. В «Мабиногионе» его называют сыном богини Дон, исходя из чего он должен быть богом или полубогом. Имя Гвидион может означать «Произносить поэзию».
В его честь назван кратер Гвидион на спутнике Юпитера Европе.

## Мифологические деяния
В Четвёртой ветви Мабиноги Гвидион помогает своему брату Гилфайтви в изнасиловании Гоэвин, девушки, державшей ступни Мата. Для этого он крадет свиней Придери из Диведа, тем самым заставляя Мата вступить в войну (Мат мог убирать свои ступни с колен девушки только на время участия в битве). Гвидион и Гилфайтви прокрались обратно ко двору Мата, где Гилфайтви насилует Гоэвин. Когда Мат слышит об этом, он превращает племянников в пары животных; Гвидион на год становится оленем, затем свиньей и в конце концов волком. Гилфайтви становится соответственно оленихой, хряком и волчицей. Каждый год они производят отпрыска, который отсылается к Мату: Hyddwn («олененок»), Hychddwn («поросенок») и Bleiddwn («волчонок»); через три года Мат освободил племянников от наказания.
В поисках новой девственницы, которая держала бы ему ступни, Мат проверяет сестру Гвидиона Арианрод. Испытание доказывает, что Арианрод не девственница, так как она немедленно производит на свет двух сыновей, переступив через магический жезл Мата: Дилана Айл Дон и некий несформировавшийся шарик, который Гвидион кладет в коробку и выращивает из него дитя.
Дилан как морское создание тут же отправился в океан, на ребёнка, в которого превратился второй предмет, Арианрод позже наложила три проклятия: он никогда не получит имени, если она сама не назовет его, он не сможет держать оружия, если она сама не вооружит его (ни одну из этих вещей она делать не собиралась), и он не сможет жениться ни на одной человеческой женщине. Таким образом она отказывала ребёнку в трех главных аспектах мужчины. Гвидион берет мальчика к Арианрод, переодев сапожником, и она говорит, что он «светловолосый и с умелой рукой», когда видит, как он одним камнем подбивает крапивника. Гвидион раскрывает, что ребёнок — её сын и что она помимо собственного желания дала ему имя, Ллеу Ллау Гифес, «светловолосый с умелой рукой». Схожим образом Арианрод обманом заставили дать сыну оружие. Третье проклятие оказалось сложнее обойти, поэтому Гвидион с Матом создают для Ллеу жену из цветов, названную Блодьювед (цветочное лицо). Блодьювед проявляет вероломство и вместе с любовником Гронвом Пебиром пытается убить Ллеу. Ллеу не погибает, но превращается в раненого орла, Гвидион разыскивает его след и обнаруживает птицу сидящей на дереве. Он сзывает Ллеу с дерева, пропев энглин, известный как энглин Гвидиона, превращает Ллеу обратно в человека и исцеляет его с помощью Мата. Они возвращаются во владения Ллеу, где Гвидион превращает Блодьювед в сову, а Ллеу лично убивает Гронва.
Гвидион также появляется в поэме шестого века «Cad Goddeu» (Битва деревьев), найденной в «Книге Талиесина». В ней он выигрывает битву против Бендигейдфрана, заставив двигаться армию деревьев и угадав имя врага.